# Cloropentafluoroetano
Cloropentafluoretano é um clorofluorcarboneto (CFC) usado antigamente como refrigerante e também conhecido como R-115 e CFC-115 . Sua produção e consumo foram proibidos desde 1º de janeiro de 1996 pelo Protocolo de Montreal devido ao seu alto potencial de destruição da camada de ozônio e vida útil muito longa quando liberado no meio ambiente.  O CFC-115 também é um potente gás de efeito estufa . Desde sua proibição, as concentrações de CFCs têm diminuído quase um por cento ao ano

## Propriedades atmosféricas
A abundância atmosférica de CFC-115 aumentou de 8,4 partes por trilhão (ppt) no ano de 2010 para 8,7 ppt em 2020 com base na análise de amostras de ar coletadas em locais ao redor do mundo. 
| Propriedade                                     | Valor                     |
| ----------------------------------------------- | ------------------------- |
| Potencial de destruição do ozônio (ODP)         | 0,44 ( CCl3F = 1)         |
| Potencial de aquecimento global (PAG: 100 anos) | 5.860 - 7.670 ( CO 2 = 1) |
| Vida útil atmosférica                           | 1.020 - 1.700 anos        |